# جورج كريستيان كناب
جورج كريستيان كناب (بالألمانية: Georg Christian Knapp)‏ هو كاتب سير وأستاذ جامعي ألماني، ولد في 17 سبتمبر 1753 في Südliche Innenstadt ‏ في ألمانيا، وتوفي في 14 أكتوبر 1825 في هاله في ألمانيا.